# Zusatzweiterbildung Medizinische Informatik
Die Zusatzweiterbildung Medizinische Informatik ist eine in der Musterweiterbildungsordnung der deutschen Bundesärztekammer von 2018 (MWBO) aufgeführte Zusatzweiterbildung im Bereich Medizinische Informatik für Ärzte aller Facharztbezeichnungen.

## Definition
Die Zusatzweiterbildung Medizinische Informatik umfasst die systematische Verarbeitung von Informationen in der Medizin durch die Modellierung und Realisierung von informationsverarbeitenden Systemen.

## Mindestanforderung
Um die Zusatzbezeichnung Medizinische Informatik führen zu dürfen, müssen Ärzte
- über 24 Monaten ärztliche Tätigkeit verfügen und zusätzlich
- einen Weiterbildungskurs in Medizinischer Informatik mit einem Umfang von 240 Stunden absolviert haben (die Kurs-Weiterbildung kann durch 12 Monate Weiterbildung in einer an die Patientenversorgung angeschlossenen Einrichtung der Medizinischen Informatik mit der Befugnis zur Weiterbildung ersetzt werden) sowie
- 480 Stunden in einer Einrichtung der medizinischen Informatik oder in einer IT-Abteilung im Gesundheitswesen tätig gewesen sein (ersetzbar durch eine Projektarbeit bei einem Weiterbildungsbefugten für Medizinische Informatik)
- Nachweis der Kenntnisse, Erfahrungen und Fertigkeiten in Medizinischer Informatik gemäß den Anforderungen der Weiterbildungsordnung.[1][2]

Bei der Anmeldung zur Weiterbildungsprüfung müssen der zuständigen Ärztekammer sämtliche Nachweise über die erfüllten Mindestanforderungen vorgelegt werden. Dazu gehören auch die Logbuch-Dokumentationen über alle durch die MWBO vorgegebenen Inhalte der Weiterbildung.

## Inhalte der Weiterbildung
Zur Weiterbildungsprüfung muss man darlegen können, dass man Kenntnisse, Erfahrungen und Fertigkeiten unter anderem in folgenden Bereichen erlangt hat:
- Angewandte Informatik
  - IT-Infrastrukturkomponenten, z. B. Rechnernetze, Betriebssysteme, Telematikinfrastruktur
  - Programmiersprachen und Webservices z. B. XML, JSON, Java, SOAP
  - IT-Servicemanagement
  - Planung, Entwicklung und Auswahl von Anwendungssystemen
  - Einsatz von Vorgehensmodellen im Software Engineering
  - Modellierung von Daten und Prozessen
  - Anwendung und Abfrage von relationalen Datenbanken
  - Anwendung von Methoden der Anforderungsanalyse
- Datenschutz und Datensicherheit
  - Rechtliche Grundlagen, z. B. Datenschutzgrundverordnung, Medizinproduktegesetz, Arzneimittelgesetz
  - Prinzipien und Maßnahmen zur Gewährleistung des Datenschutzes
  - Umsetzung datenschutzkonformer Lösungen in Versorgung und Forschung
  - Erstellung eines Datenschutzkonzeptes
- Medizinische Dokumentation
  - Planung und Entwicklung von Dokumentationssystemen, z. B. medizinische Register, Krebsregister, Infektionsschutzmeldungen, Qualitätssicherungssysteme
  - Anwendung von Ordnungssystemen, Klassifikationen oder Ontologien, davon
    - im Rahmen der medizinischen Dokumentation, z. B. Arztbrief, Medikationsplan, Notfalldaten, Impfplan, SNOMED, LOINC, UCUM, TNM, ICD-O
    - im Rahmen der administrativen Dokumentation, z. B. OPS, ICD-10-GM, EBM, DRG, Qualitätssicherung nach §137 SGB V
    - im Rahmen von Public Health (Big Data), z. B. Todesursachen, Infektionsschutz, Pharmakovigilanz
- Informations- und Kommunikationssysteme
  - Medizinische Informations- und Kommunikationssysteme, insbesondere
    - Krankenhausinformationssysteme und klinische Arbeitsplatzsysteme
    - Arztpraxisinformationssysteme
    - Informationssysteme von Funktionsabteilungen wie Radiologie, Labor, Endoskopie

  - IT-Standards und Interoperabilität, z. B. ISO, DIN, HL7
- Telemedizin und Telematik
  - Elektronische Akten und patientenzentrierte Anwendungen (Consumer Health Care IT), z. B. APP-Anwendungen, Ambient Assisted Living (AAL)
  - Anwendungen der elektronischen Gesundheitskarte
  - Organisatorische, juristische, ethische und technische Aspekte von telemedizinischen Anwendungen
- Informationsmanagement
  - Nutzung von Routine- und Registerdaten in der Versorgungsforschung
  - Datenmanagement, Datenintegration, z. B. Algorithmen, Datenstrukturen
  - E-Learning, Blended Learning
- Entscheidungsunterstützung
  - Präzisionsmedizin
  - Wissensbasen und Systeme zur Therapiesicherheit, z. B. Wissensmanagement
  - Health Technology Assessment (HTA)
- Management in der Gesundheits-IT
  - Etablierte Verfahren der Qualitätssicherung, z. B. Medizin-Controlling
  - Prozessmanagement, z. B. Organisation von Behandlungspfaden
  - Qualitätsmanagement, z. B. IT-Qualitätssicherung, Qualitätssicherung nach § 137 SGB V
  - Mitarbeit an Qualitätsmanagementprojekten, z. B. im Rahmen von Zertifizierungen.[1]

Die Inhalte der Musterweiterbildungsordnung sind allerdings nur eine Empfehlung für die rechtsverbindlichen Weiterbildungsordnungen der Landesärztekammern, die hiervon abweichende Regelungen treffen können.